# 조우찬
조우찬(2005년 1월 20일 ~ )은 대한민국의 가수, 래퍼, 모델이자 前 아역배우 출신이며 대한민국의 아이돌 혼성 그룹 올데이 프로젝트의 멤버다. 전 큐브엔터테인먼트의 연습생이며, 현재 계약이 끝나 래퍼로 활동 중이다. 《쇼미더머니 6》에 참가하여 최연소에 본선까지 진출했다.

## 음반
- " N분의 1" 다이나믹 듀오, 넉살, 조우찬, 한해, 라이노 《Show Me The Money 6》 (2017.08)
- "부르는게 값이야 (Feat. 던밀스, 개코)" 조우찬, 넉살《Show Me The Money 6》 (2017.08)
- "VVIP (Feat. 식케이)" 조우찬《Show Me The Money 6》 (2017.08)
- "동전 한 닢 Part.2" 《Show Me The Money 6 Special》 (2017.09)
- "Wake me up" 후이《건반위의 하이애나》
- "OGZ" 조우찬, 박현진, 에이칠로 (2018)
- "Schoolboy pt.1" (2019.07)
- "Schoolboy pt.2" (2019.08)
- "Schoolboy pt.3" (2020.05)
- "나이아가라"《너희가 힙합을 아느냐》

## 음반 외 활동

### 영화
| 연도 | 제목      | 역할 | 비고 |
| ---- | --------- | ---- | ---- |
| 2017 | 아빠의 검 | 태식 | 주연 |

### 방송
- 《리얼리티쇼 유아독존 시즌 3》 (2010-2011) - 고정 출연
- 《얼리티쇼 유아독존 시즌 4》 (2011) - 고정 출연
- 《Show Me The Money 6》 (2017) - 참가자 (VVIP N분의 1 참여)
- 《건반 위의 하이에나》 (2017) - 특별 출연
- 《전체관람가》 (2017) - 특별 출연
- 《비디오스타》 (2017) - 게스트
- 《Show Me The Money 777》 (2018) - 특별 출연
- 《플레이어》 (2019) - 특별 출연
- 《너희가 힙합을 아느냐》 (2020) - 특별 출연

### 그 외

#### 아역 CF 모델
- 스카우트 홍보 모델 (2018)
- 여성가족부 고민상담 콘텐츠제작 (2019)
- CJ 플렉스존 버스킹 리얼리티 (2019)